# Ferques
Ferques ist eine französische Gemeinde mit 1.788 Einwohnern (Stand: 1. Januar 2022) im Département Pas-de-Calais in der Region Hauts-de-France. Sie gehört zum Arrondissement Boulogne-sur-Mer und zum Kanton Desvres. Die Einwohner werden Ferquois genannt.

## Geographie
Die Gemeinde Ferques liegt im Regionalen Naturpark Caps et Marais d’Opale, 13 Kilometer östlich des Cap Gris Nez und damit im unmittelbaren Hinterland der Ärmelkanalküste, etwa 16 Kilometer südwestlich von Calais und etwa 22 Kilometer nordöstlich von Boulogne-sur-Mer. Die Gemeinde gehört. Nachbargemeinden von Ferques sind Landrethun-le-Nord im Norden, Caffiers im Nordosten, Fiennes im Osten, Réty im Süden, Rinxent im Süden und Südwesten, Marquise im Südwesten, Leulinghen-Bernes im Westen sowie Leubringhen im Nordwesten.

## Bevölkerungsentwicklung
| Jahr                       | 1962 | 1968 | 1975 | 1982 | 1990 | 1999 | 2006 | 2012 | 2022 |
| -------------------------- | ---- | ---- | ---- | ---- | ---- | ---- | ---- | ---- | ---- |
| Einwohner                  | 1658 | 1689 | 1551 | 1557 | 1690 | 1811 | 1912 | 1853 | 1788 |
| Quellen: Cassini und INSEE |      |      |      |      |      |      |      |      |      |

## Sehenswürdigkeiten
- Kirche Notre-Dame de l’Assomption aus dem 19. Jahrhundert
- Kirche von Elinghen
- Mühle von Le Hure
- Nekropole der Merowinger
- Ruinen der früheren Klosterkapelle

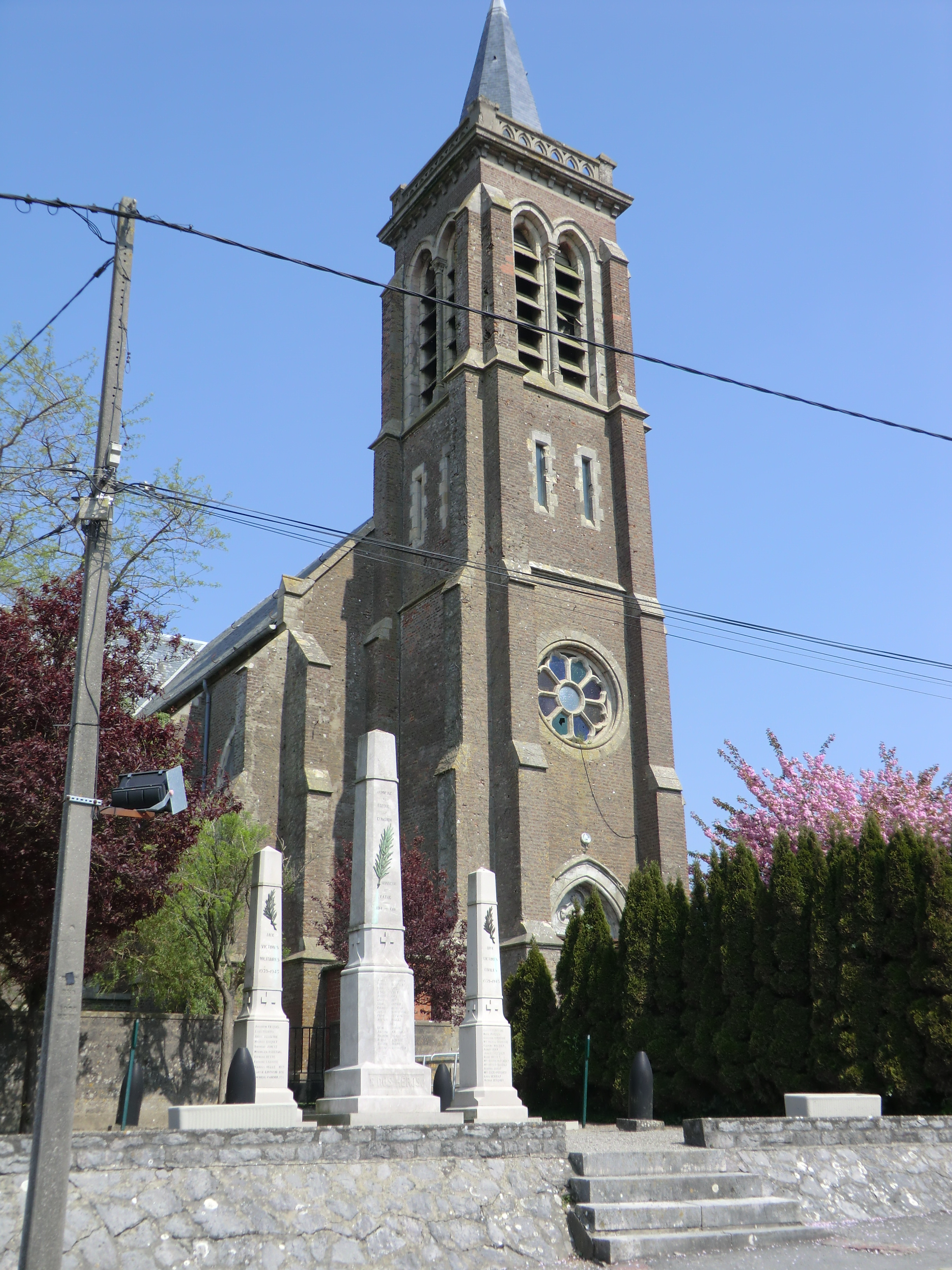
Kirche Notre-Dame de l’Assomption
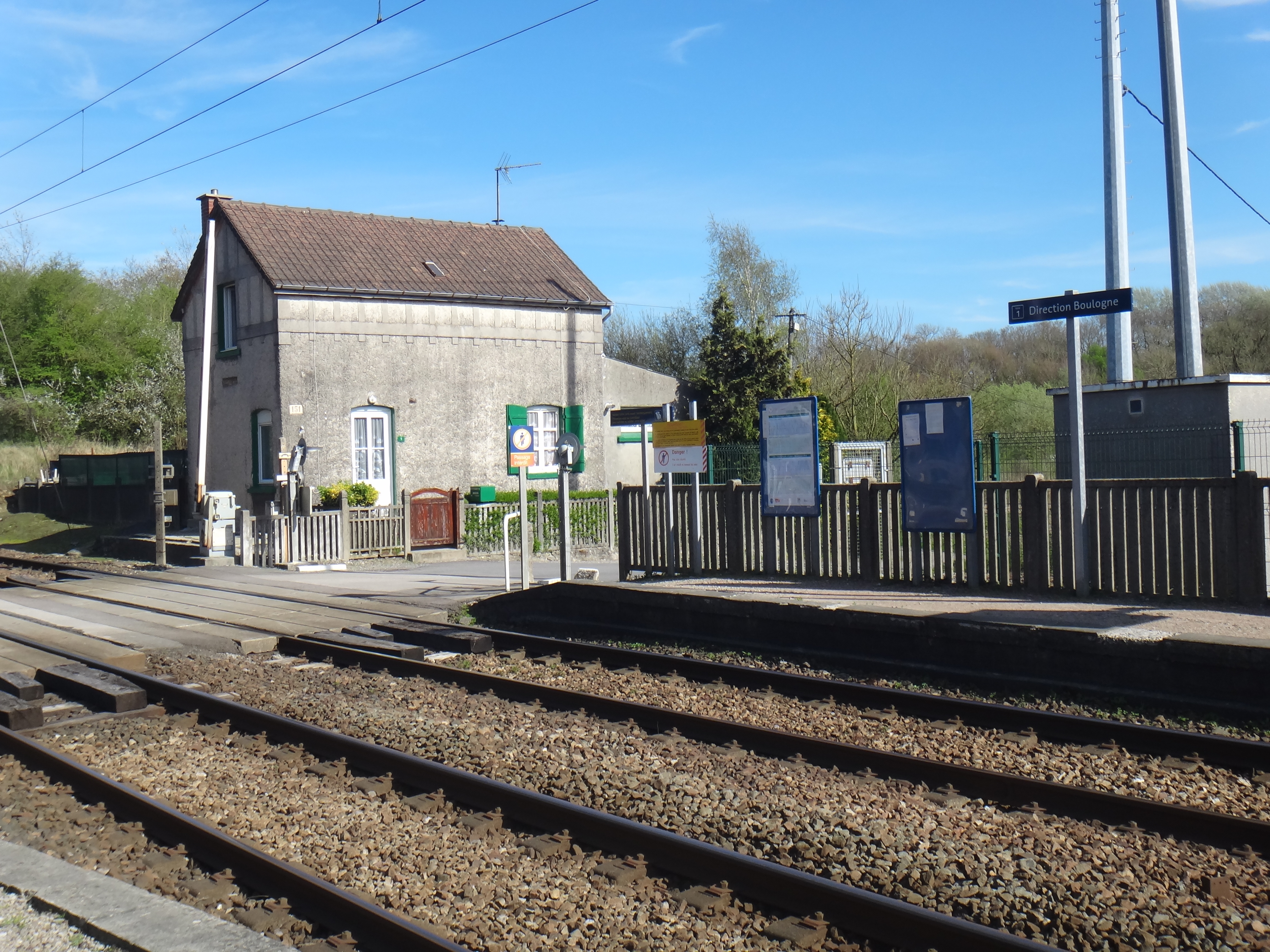
Bahnhalt im Ortsteil Haut-Banc

## Gemeindepartnerschaft
Mit der britischen Gemeinde Upchurch in der Grafschaft Kent (Vereinigtes Königreich) besteht eine Partnerschaft.